# Бережки (Кіржацький район)
Бережки (рос. Бережки) — присілок у Кіржацькому районі Владимирської області Російської Федерації.
Входить до складу муніципального утворення Філіпповське сільське поселення. Населення становить 9 осіб (2010).

## Історія
Присілок розташований на землях фіно-угорського народу мещери.
Від 10 квітня 1929 року належить до Кіржацького району, утвореного в складі Александровського округу Івановської промислової області з частини території Александровського повіту Владимирської губернії. З 11 березня 1936 року до 14 серпня 1944 року у складі Івановської області, відтак поселення перейшло до складу новоутвореної Владимирської області.
Згідно із законом від 27 травня 2005 року входить до складу муніципального утворення Філіповське сільське поселення.

## Населення
| 1859 | 1905 | 1926 | 2002 | 2010 |
| ---- | ---- | ---- | ---- | ---- |
| 158  | ↗266 | ↘186 | ↘68  | ↘9   |